# Fort de Bourlémont
Il Fort de Bourlémont, nome con cui è più noto il Fort Choiseul, è una fortezza inclusa nel sistema Séré de Rivières, un insieme di fortificazioni posto a protezione dei confini e delle coste francesi. Il forte, costruito tra il 1878 e il 1881 dopo la disfatta del 1870, è situato nei pressi della città di Mont-lès-Neufchâteau, ed era di interesse strategico nella cosiddetta "Trouée de Charmes" (apertura di Charmes), la zona priva di fortificazioni compresa tra la piazzaforte di Toul a nord e quella di Épinal a sud. La zona fu sede di un'importante battaglia tra il 24 e 26 agosto 1914, nel corso della prima guerra mondiale.